# Antonio Tosti
Antonio Tosti (Roma, 4 de outubro de 1776 - Roma, 20 de março de 1866)  foi um  cardeal italiano da Igreja Católica, Camerlengo do Sagrado Colégio dos Cardeais e bibliotecário da Biblioteca do Vaticano.

## Vida pessoal
Tosti nasceu em 4 de outubro de 1776 em Roma, onde morreu em 20 de março de 1866.

## Cardeal-Sacerdote
Pouco mais se sabe da vida pessoal de Tosti e poucos registros oficiais existem antes de sua elevação a Cardeal ( in pectore ) e nomeação como Cardeal-Sacerdote de San Pietro in Montorio em 18 de fevereiro de 1839, onde serviu até sua morte.

## Funções oficiais do Vaticano
Em 1859 Tosti foi nomeado Camerlengo do Sagrado Colégio dos Cardeais (não confundir com o papel de Camerlengo da Santa Igreja Romana ).
Tosti renunciou a este cargo em 1860 após a nomeação como bibliotecário da Biblioteca do Vaticano, um título que ocupou até sua morte em 1866.